# 윗 허포드

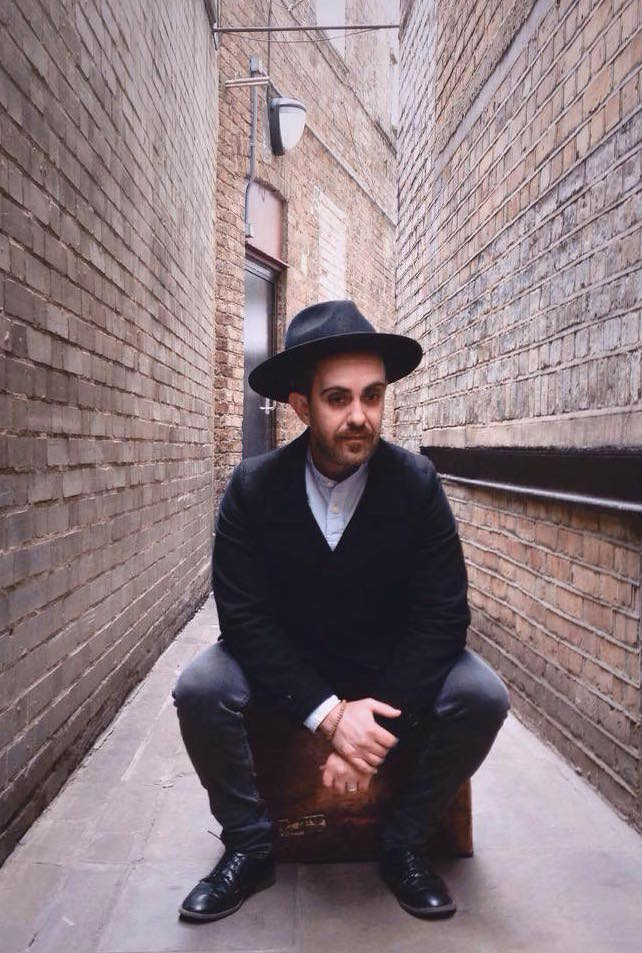

윗 허트퍼드(Whit Hertford, 1978년 11월 2일 ~ )는 미국의 배우이다.
프로보에서 태어났다.

## 영화
- 더 퍼펙트 46 (2014년)
- 피터 앳 디 엔드 (2012년)
- 드림월드 (2012년) - 올리버 헤이스 역
- 롱 스토리 쇼트 (2010년) - 피셔 역
- 브레이크 (2009년)
- 다크 릴 (2008년)
- 무빙 맥앨리스터 (2007년)
- 공룡시대 3 (1995년)
- 랄프의 여름방학 (1994년)
- 쥬라기공원 (1993년)
- 마이키 (1992년)
- 아담스 패밀리 (1991년)
- 피터 팬 (1990년)
- 나이트메어 5 - 꿈꾸는 아이들 (1989년)
- 풀 하우스 (1987년)
- 홈 파이어스 (1987년)
- 램페이지 (1987년)
- 할로우 포인트 (1987년)